# Jérémy Doku
Jérémy Doku (født 27. maj 2002) er en belgisk professionel fodboldspiller, som spiller for Premier League-klubben Manchester City og Belgiens landshold.

## Klubkarriere

### Anderlecht
Doku begyndte sin karriere hos Anderlecht, hvor han gjorde sin debut for førsteholdet den 25. november 2018 i en alder af 16 år.

### Stade Rennais
Doku skiftede i oktober 2020 til Stade Rennais. Med en pris på 26 millioner euro plus eventuelle bonuser, blev Doku på tidspunktet klubbens dyreste indkøb nogensinde.

### Manchester City
Doku skiftede i august 2023 til Manchester City.

## Landsholdskarriere
Doku er født i Belgien til forældre fra Ghana, og kunne dermed spille for begge lande. Der var seriøs interesse fra Ghanas landshold om at overbevise Doku til at skifte til dem, men han besluttede sig for at repræsentere Belgien.

### Ungdomslandshold
Doku har repræsenteret Belgien på flere ungdomsniveauer.

### Seniorlandshold
Doku debuterede for Belgiens landshold den 5. september 2020. Han har været del af Belgiens trupper til flere internationale tuneringer.